# Chiesa di San Pietro Ispano
La chiesa patronale di San Pietro Ispano è un luogo di culto situato nel comune di Boville Ernica (FR).

## Storia
Fu edificata sulla grotta dove, nel X secolo, San Pietro Ispano, penitente, scelse di dimorare.
La grotta del santo si trova ancora nelle sue forme originali nella cripta sotto il transetto.
La chiesa fu fondata quasi sicuramente nel XII secolo in quanto menzionata in una bolla di papa Onorio II del 1125. Nel 1450 ebbe il titolo di abbazia ed in quel tempo ebbe il primo abate Domenico Pignatelli di Bauco, nell'anno 1459.
Il secondo abate fu Ennio Filonardi che nel 1489 successe al Pignatelli.
Ad istanza del secondo abate Ennio Filonardi, Innocenzo VIII concedeva alla famiglia di questi il giuspratonato della chiesa, con diritto di nomina dell'abate 
Questa abbazia in seguito fu restaurata dal cardinale Ennio Filonardi, e successivamente nel 1580 ebbe un altro intervento di restauro da parte di Silvio Filonardi, nipote del cardinale Ennio, infatti il nome di Silvio Filonardi lo troviamo nell'architrave del portale d'ingresso della chiesa di S. Pietro Ispano .
La chiesa è confinante al castello Filonardi, ed è collegata da una scala interna che appunto unisce il palazzo con la chiesa.

## Le opere d'arte
All'interno della chiesa, sono conservate preziose opere d'arte salvate da Mons. Giovanni Battista Simoncelli, segretario di Paolo V e originario di Boville Ernica (allora Bauco), dalla demolizione dell'antica basilica di San Pietro in Vaticano in Roma.

### Cappella Simoncelli
All'interno della Cappella Simoncelli (la prima cappella a sinistra, entrando in chiesa) troviamo la più importante delle opere salvate da Simoncelli: il mosaico di Giotto, il quale faceva parte del mosaico della Navicella eseguita dal sommo artista nel 1298 e collocata nell'atrio dell'antica basilica di San Pietro in Vaticano.
Il mosaico consistente in un tondo dal diametro di 70 cm in cui campeggia un angelo a mezzo busto, è di un'eccezionale importanza per la storia dell'arte in quanto esso è l'unico mosaico di Giotto giunto integro fino a noi.
Al di sotto del mosaico di Giotto c'è un bassorilievo del Sansovino (XV secolo) finemente lavorato in marmo, raffigurante la Madonna col Bambino in braccio; l'immagine di San Giuseppe è stata aggiunta successivamente, presumibilmente nel 1600.
Ai lati della cappella sono poste le statue di S. Pietro e S. Paolo del XV secolo opera di Andrea Bregno.

### Croce in porfido del primo Giubileo
Sempre tra le opere salvate da Mons. Simoncelli, appena si entra in chiesa sul lato sinistro, troviamo una croce in porfido, che veniva un tempo esposta all'adorazione dei fedeli, davanti all'atrio della vecchia basilica vaticana, per aprire il Giubileo e che venne baciata da re, pontefici e imperatori (si dice anche da Dante Alighieri in occasione del Giubileo del 1300).

### Busto di San Pietro Ispano
Il cardinale Ennio Filonardi commissionò al suo amico Benvenuto Cellini il busto argenteo del Santo patrono della sua città natale, busto ancor oggi conservato a Boville Ernica.

### Sarcofago paleocristiano
Nella parte destra prima del transetto è collocato un sarcofago paleocristiano datato IV secolo, rinvenuto nel 1941 durante lavori agricoli nella campagna di Boville Ernica, in contrada Sasso.
In esso sono raffigurati due episodi della Sacra Bibbia: a sinistra i tre fanciulli e le fornaci ardenti con Nabucodonosor (Antico Testamento) e a destra la Natività (Nuovo Testamento). Il sarcofago è unico al mondo in quanto, per quel periodo, è praticamente intatto.